# Nectandra mirafloris
Nectandra mirafloris van der Werff – gatunek rośliny z rodziny wawrzynowatych (Lauraceae Juss.). Występuje naturalnie w Nikaragui, Kostaryce oraz Panamie. 

## Morfologia
PokrójZimozielone drzewo dorastające do 2–8 m wysokości. Gałęzie są owłosione.
LiścieMają eliptyczny kształt. Mierzą 15–20 cm długości oraz 7–10 szerokości. Są owłosione od spodu. Nasada liścia jest ostrokątna. Wierzchołek jest ostry lub tępy.
KwiatySą zebrane w wiechy. Rozwijają się w kątach pędów. Dorastają do 6–12 cm długości. Płatki okwiatu pojedynczego są owłosione i mają białą barwę. Są niepozorne – mierzą 8–9 mm średnicy.
OwocePestkowce. Mają elipsoidalny kształt. Osiągają 1,5–8 mm długości oraz 0,5–1 mm średnicy.

## Biologia i ekologia
Rośnie w wiecznie zielonych lasach. Występuje na wysokości od 1200 do 1600 m n.p.m. Kwitnie od stycznia do czerwca, natomiast owoce pojawiają się od listopada do stycznia. 

## Ochrona
W Czerwonej księdze gatunków zagrożonych został zaliczony do kategorii VU – gatunków narażonych na wyginięcie.